# Jane Birkin - Serge Gainsbourg
Albums par Serge Gainsbourg
Initials B.B.
(1968) Cannabis
(1970)
Albums par Jane Birkin
Di Doo Dah
(1973)
Jane Birkin - Serge Gainsbourg est le titre du huitième album de Serge Gainsbourg alternant des chansons interprétées par Jane Birkin et Serge Gainsbourg. Il contient un unique duo, Je t'aime… moi non plus, et un titre chanté par Gainsbourg mais dont Birkin entonne le refrain, 69 année érotique.

## Historique
C'est le premier album de Jane Birkin. Gainsbourg lui avait proposé de reprendre le duo qu'il avait enregistré, sans le sortir, avec Brigitte Bardot. Il prépare ensuite un album en écrivant des chansons pour Jane Birkin (Jane B.), complétées par des reprises, par lui-même, de chansons qu'il avait écrites pour d'autres (Elisa, Les Sucettes).
Pour l'enregistrement de l'album, le couple se rend à Londres où Serge retrouve l'arrangeur Arthur Greenslade qui avait dirigé les sessions de Initials B.B.. La première session d'enregistrement de l'album se déroule le matin du 12 novembre 1968 aux studios Fontana à Londres pour les chansons L'anamour et 69 année érotique, pour une parution en single le mois suivant.
Puis le couple et Arthur Greenslade changent de studio l'après-midi du 12 novembre pour les studios Chappell pour enregistrer la chanson Je t'aime... moi non plus. Puis le couple retourne à Paris pour présenter la chanson au directeur de Philips (le label de Gainsbourg).

« Quand nous sommes revenus de Londres et que nous avons fait écouter la bande de “Je t’aime moi non plus” au directeur de Philips, il a dit : “Très bien. Je suis d’accord d’aller en prison mais pour un album, pas pour un 45 tours.” Nous sommes aussitôt repartis à Londres par le ferry-boat… »

— Jane Birkin
Pris de court, Serge Gainsbourg décide de réenregistrer Sous le soleil exactement et Les Sucettes qu'il avait composé pour Anna Karina et France Gall respectivement des années plus tôt et de rajouter des paroles sur Elisa dont le thème instrumental co-réalisé avec Michel Colombier était déjà utilisé dans le film L'horizon un an plus tôt. Il écrit ensuite quatre nouvelles chansons pour Jane Birkin : Orang-outang, 18-39, Jane B et Le canari est sur le balcon.
Orang-outang fait allusion au singe en peluche Munkey de Jane Birkin, qu'elle possède depuis l'enfance et qui figurera sur la pochette de l'album  Histoire de Melody Nelson sorti en 1971, et sur la couverture de sa première autobiographie, Jane Birkin, Munkey Diaries - Journal 1957-1982, parue en 2018. Jane Birkin gardera cette peluche jusqu'à la mort de Serge Gainsbourg et la mettra dans le cercueil de Serge en 1991, et elle confie en 2018 au sujet de sa peluche Munkey : « Il repose à ses côtés, dans le cercueil, comme pour un pharaon. Il avait écrit une chanson à son propos, Orang Outan ». 
Après une nouvelle session d'enregistrement le 19 novembre 1968 et une pause le temps de finaliser l'écriture des chansons, l'album est finalisé du 16 au 18 décembre 1968 toujours aux studios Chappell et toujours réalisé par Arthur Greenslade.
En dehors de ces sessions londoniennes, Serge Gainsbourg décide de placer la chanson Manon déjà parue en mars 1968 dans le 45 tours de la bande originale Manon 70 (bien qu'elle n'apparaisse pas dans le film). Elle avait été enregistrée en janvier 1968 aux studios La Gaité à Paris avec cette fois-ci Michel Colombier à la direction musicale.
L'album est placé sous le double signe d'Éros et Thanatos. Aux célébrations de l'amour physique, dans les deux chansons qui unissent les deux interprètes, s'oppose l'inspiration morbide de Jane B., sur un assassinat, ou de Le canari est sur le balcon, sur le suicide d'une jeune fille, ou 18-39 sur l'insouciance de la période entre les deux guerres mondiales et la tragédie qui a suivi.

## Musiciens
- Serge Gainsbourg : chant, composition
- Jane Birkin : chant
- Arthur Greenslade : Direction musicale
  - Dave Richmond (présumé) : basse
  - Dougie Wright (présumé) : batterie
  - Vic Flick (présumé) : guitare
  - Harry Stoneham (présumé) : piano, orgue
- Michel Colombier : Direction musicale sur Manon

## Titres
[La deuxième colonne n'indique pas les compositeurs de la musique mais les interprètes]
| 1.  | Je t'aime… moi non plus     | Duo Gainsbourg/Birkin | Serge Gainsbourg                   | Les Cœurs verts (1966) (sous le titre Scène de bal 1) | 4:25 |
| 2.  | L'anamour                   | Serge Gainsbourg      | Serge Gainsbourg                   | d'abord chanté par Françoise Hardy                    | 2:20 |
| 3.  | Orang-Outan                 | Jane Birkin           | Serge Gainsbourg                   | Inédit                                                | 2:25 |
| 4.  | Sous le soleil exactement   | Serge Gainsbourg      | Serge Gainsbourg                   | Anna (1967) (avec Anna Karina)                        | 2:49 |
| 5.  | 18-39                       | Jane Birkin           | Serge Gainsbourg                   | Inédit                                                | 2:39 |
| 6.  | 69 Année érotique           | duo Gainsbourg/Birkin | Serge Gainsbourg                   | Inédit                                                | 3:19 |
| 7.  | Jane B                      | Jane Birkin           | Serge Gainsbourg                   | Inédit                                                | 3:05 |
| 8.  | Élisa                       | Serge Gainsbourg      | Michel Colombier, Serge Gainsbourg | L'Horizon (1968)                                      | 2:30 |
| 9.  | Le canari est sur le balcon | Jane Birkin           | Serge Gainsbourg                   | Inédit                                                | 2:17 |
| 10. | Les Sucettes                | Serge Gainsbourg      | Serge Gainsbourg                   | d'abord chanté par France Gall                        | 2:34 |
| 11. | Manon                       | Serge Gainsbourg      | Serge Gainsbourg                   | Manon 70 (1968)                                       | 2:40 |